# Dinogetia

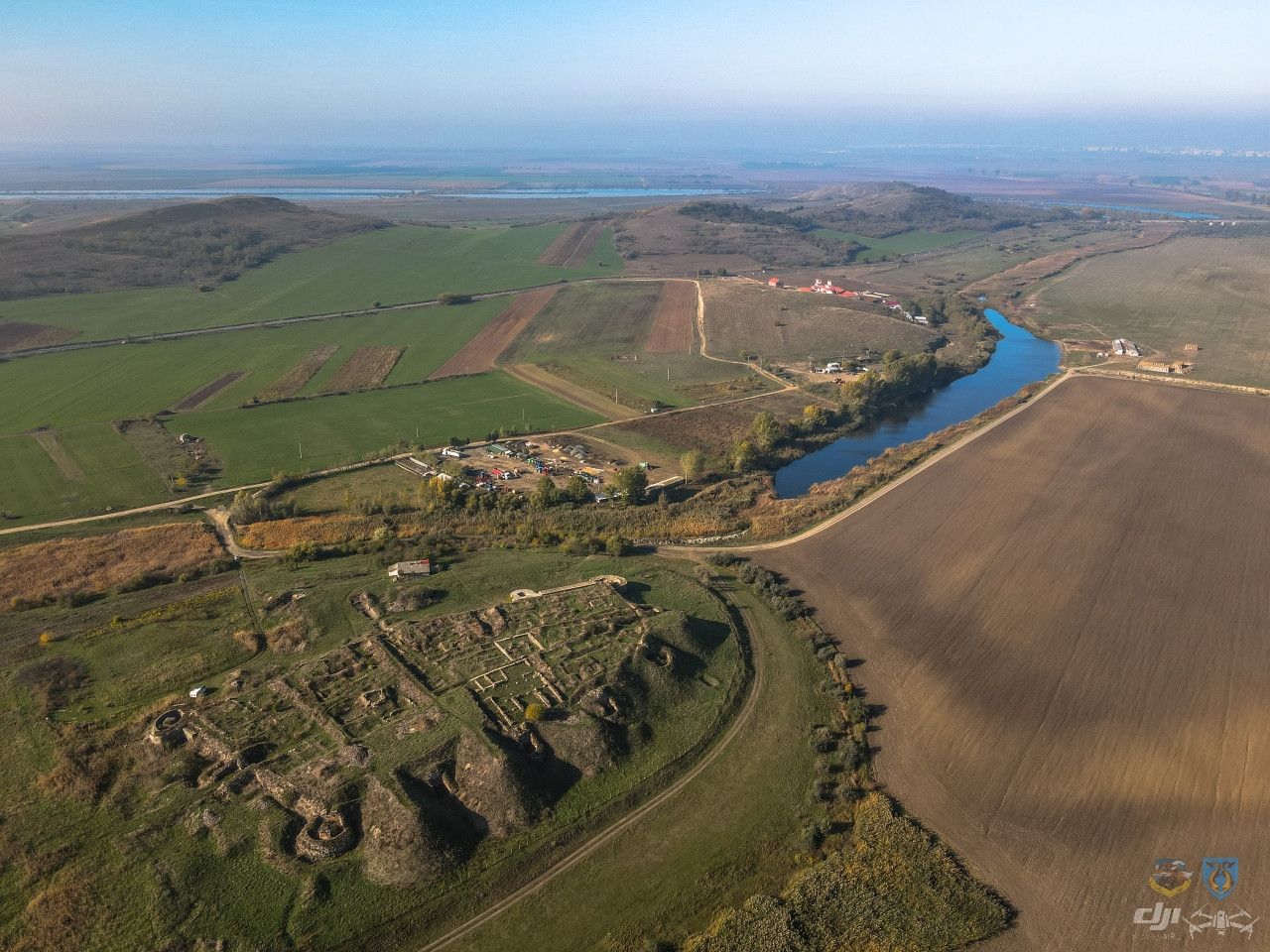
Vue aérienne du site

Dinogetia est une ancienne colonie géto-dace, puis un fort romain, situé non loin de la rive droite (sud) du Danube, près de la jonction avec la rivière Siret.
Le site de Dinogetia est situé dans le nord de la Dobroudja, en Roumanie, 8 km à l'est de Galați et 2 km au nord de Garvăn, un village de la commune de Jijila.
Le site se trouvait historiquement dans la province romaine de Mésie (plus tard Scythie Mineure) et faisait partie du système de frontière défensive du limes mésie le long du Danube, bien que le Danube se soit à présent déplacé à 2 km.

## Histoire

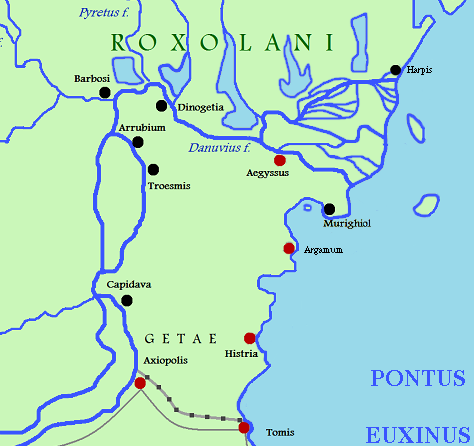
Moésie orientale, v. -100.

### Période romaine et byzantine

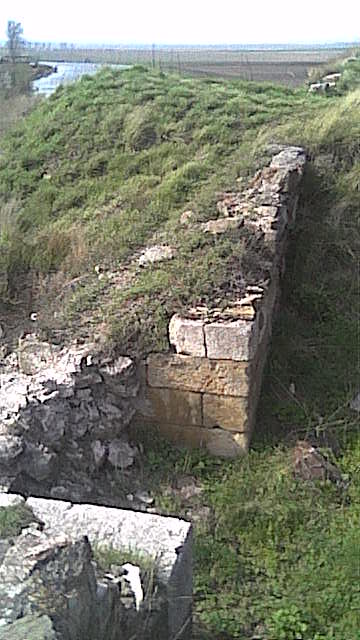
Murs et porte romains.

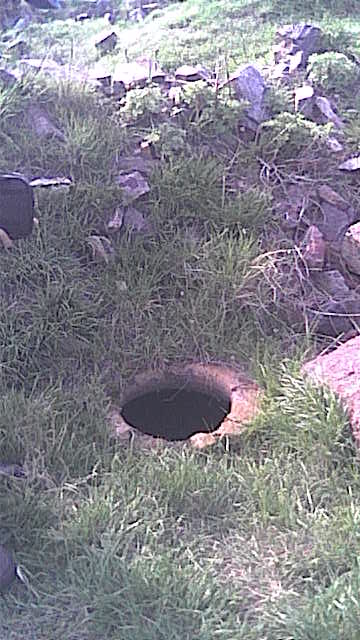
Grenier.

Cette colonie géto-dace fut conquise par les Romains et transformée en fort frontalier (mentionné par Ptolémée).
Situé au centre d'un arc formé par le Danube, le fort était initialement un castellum jouant un rôle dans le système défensif du limes mésie sur le Bas-Danube. Les forts romains à proximité étaient Barboşi (comté de Galați) et Troesmis (comté de Tulcea).
De nombreux fragments de céramique et de pièces de monnaie des Ier-IIIe siècles découverts ici confirment l'existence d'un ancien fort romain à «Bisericuta» mais son site n'a pas été identifié.
Après une période de reconstruction pendant la période sévérienne, Dinogetia fut à nouveau une cible pour des envahisseurs barbares, au IIIe siècle. Après l'abandon de la province dace par les Romains, sa position stratégique dans le coin nord-ouest de la Dobroudja donne au fort un rôle important dans le système défensif de la frontière. Aurélien, Probus et Dioclétien lancèrent une politique de fortification de l'ensemble des lignes danubiennes, Dinogetia incluse.
Elle fut en grande partie reconstruite à l'époque de Dioclétien (284-305).
Au IVe siècle, plusieurs bâtiments furent érigés à l'intérieur du fort, dont un supposé « prétoire », une basilique et une maison d'aristocrate («domus»). À 100 m au NE du site, au bord de la gorge de Lațimea, se trouvent les ruines des thermes. La citadelle, ainsi que la basilique et les autres bâtiments qu'elle contenait, furent reconstruits sous les règnes d'Anastase et de Justinien.
La garnison comprenait des Milites Scythici, confirmant les preuves archéologiques. Les autres unités militaires stationnées à Dinogetia comprennent : la Legio V Macedonica, Cohors I Cilicum, Cohors II Mattiacorum, la Classis Flavia Moesica (IIe siècle), Legio I Iovia (IVe siècle).
Dans les sources ecclésiastiques sont enregistrés des martyrs chrétiens datés du règne de Licinius, notamment provenant de l'armée, confirmant ainsi la christianisation de la région.

Durant l'Antiquité tardive, Dinogetia jouait un rôle clé dans le système défensif de la province romaine. Anastase, puis Justinien, renforcèrent les murs de la forteresse. L'attaque des Avars / Kutrigurs sous le commandement de Zabergan en 559 eut des conséquences désastreuses pour la forteresse[réf. nécessaire].

Plan général
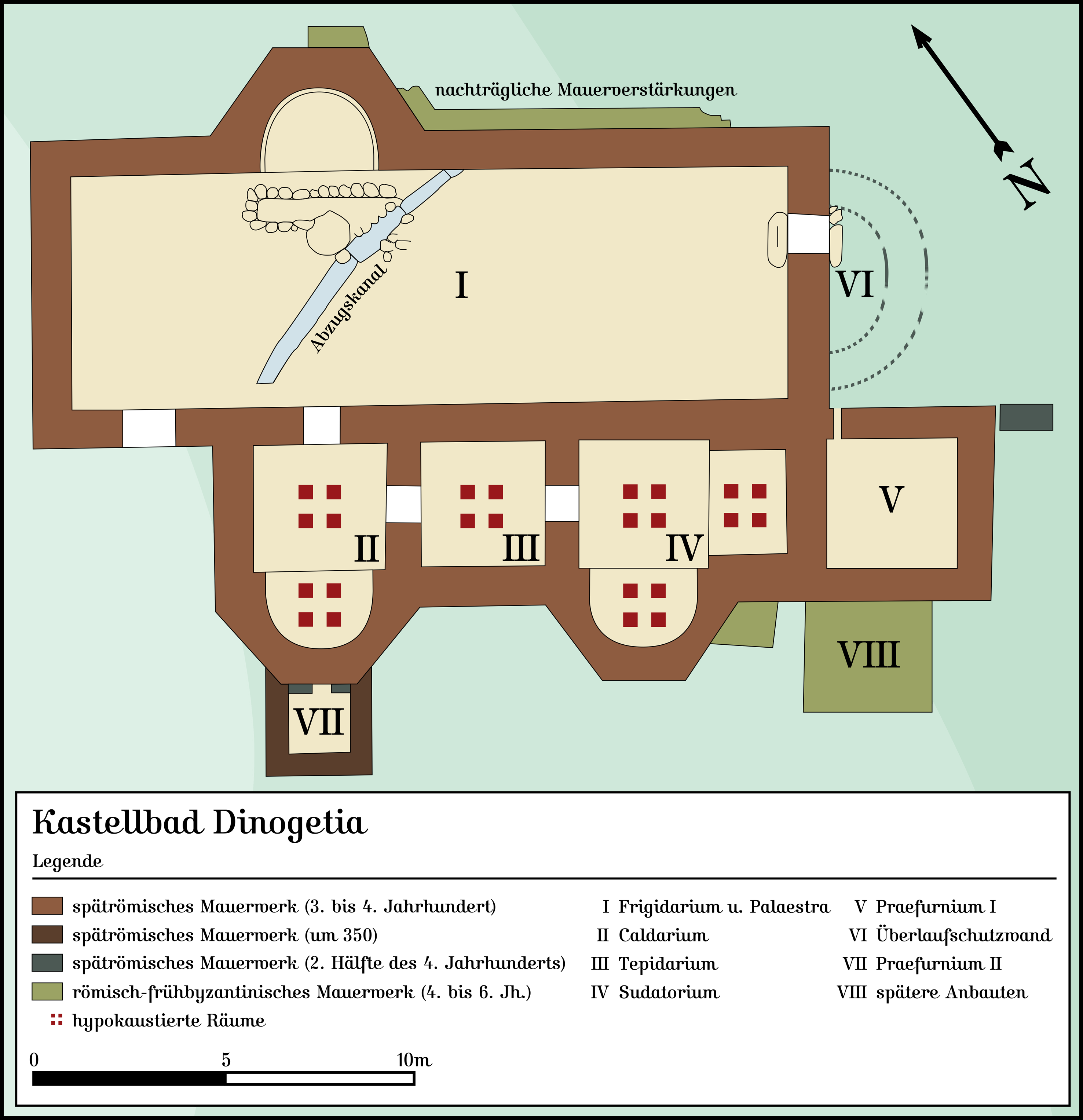
thermes
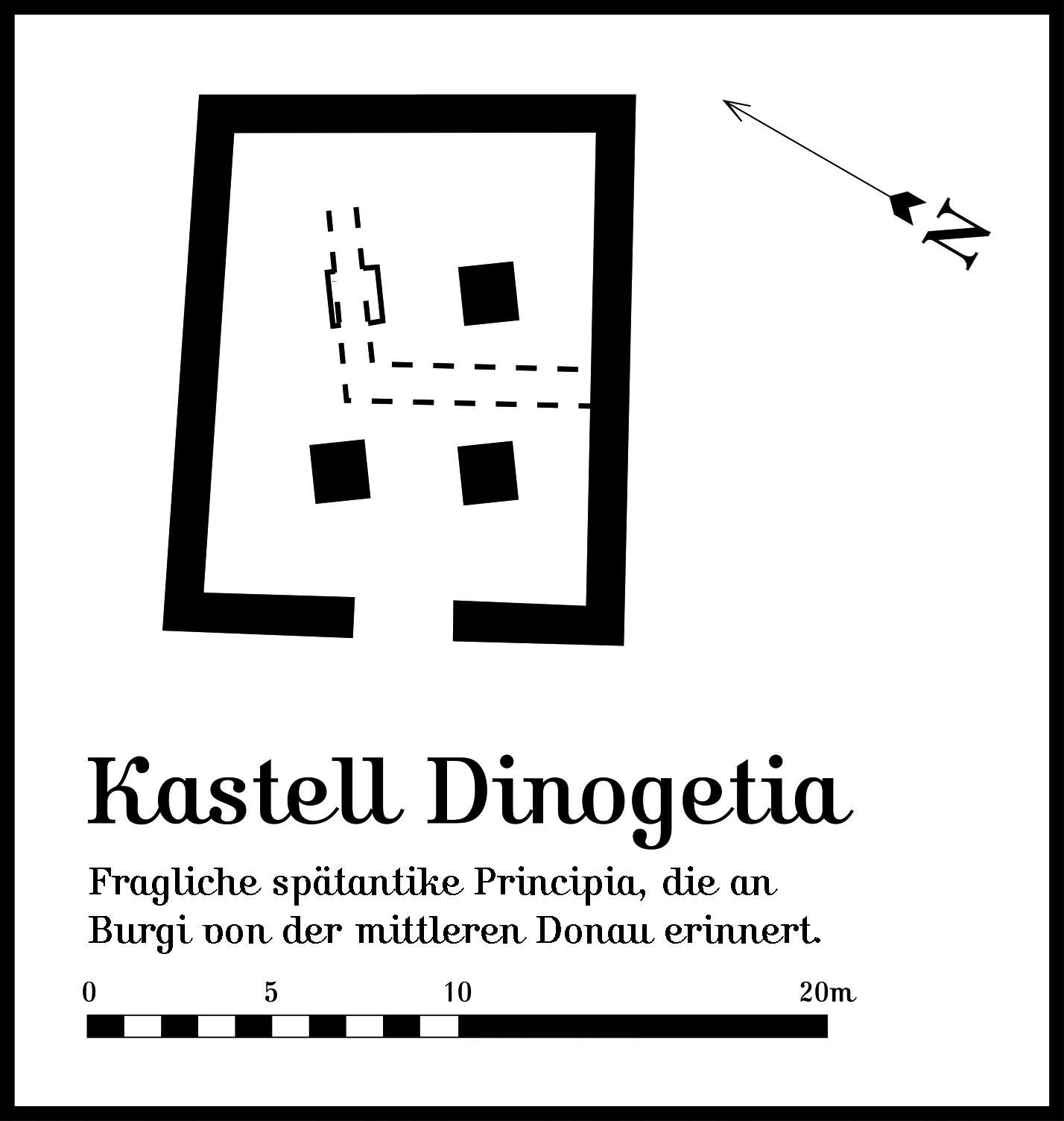

### Moyen Âge

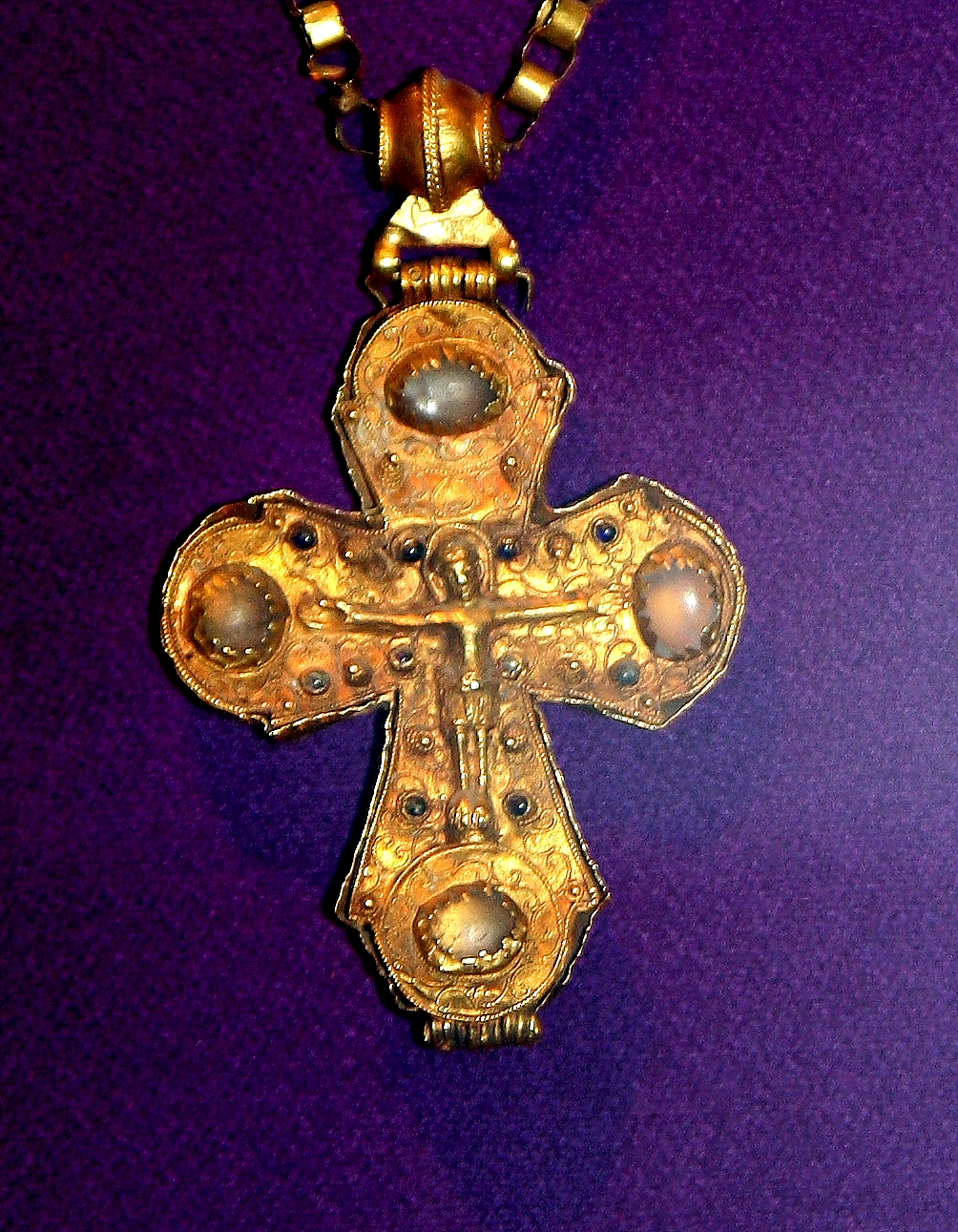
Crucifix byzantin découvert dans l'église de Dinogetia.

Le fort est habité jusqu'à la fin du VIe ou au début du  VIIe siècle lorsque, dans le contexte de la rébellion de Phocas, les lignes romaines du Bas-Danube s'effondrèrent sous la pression des tribus slaves. Dans ce contexte, la garnison de Dinogetia est également abandonnée. Le fort fut reconstruit et devint le siège d'une garnison byzantine après les campagnes réussies de l'empereur Ioannes Tzimiskes (969-976) contre les Russes de Kiev, lorsque la Dobroudja fut à nouveau incorporée à l'Empire. La présence de troupes byzantines est attestée jusqu'au XIIe siècle, lorsque Dinogetia fut progressivement désertée et finalement abandonnée, peut-être en 1186.

## Le site
Le mur construit par Dioclétien (environ 3 m de large) comporte quatorze tours en forme de fer à cheval.
Bâtiments sur le site de Dinogetia :
- prétoire
- une grande domus
- Basilique du IVe siècle
- Bain romain du  IVe siècle
- Église du  IXe siècle

Du Bas-Empire romain, on trouve des briques portant la marque de la Legio I Iovia (« Scythica ») et la présence de fédérés gothiques.
Des sources écrites, comme Notitia Dignitatum, certifient certains Milites Scythici (NDOr, XXXIX, 24), confirmant ainsi les preuves archéologiques. Les autres unités militaires stationnées à Dinogetia comprennent : Legio V Macedonica, Cohors I Cilicum, Cohors II Mattiacorum, cl. fl. Mésie (IIe siècle), Legio I Iovia (IVe siècle).

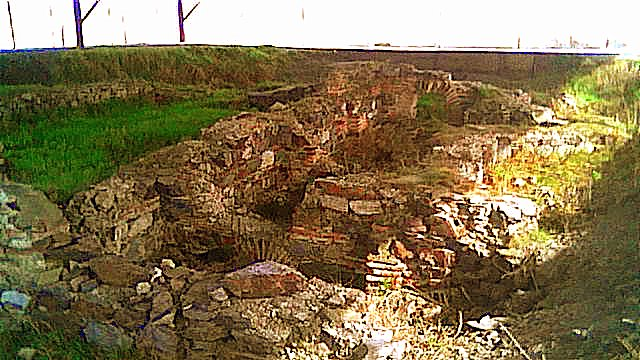
Bains publics.
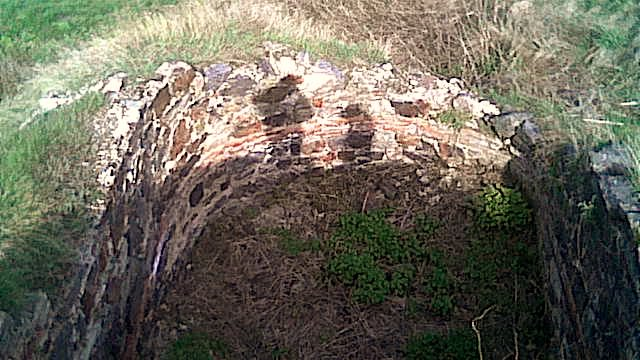
Tour.
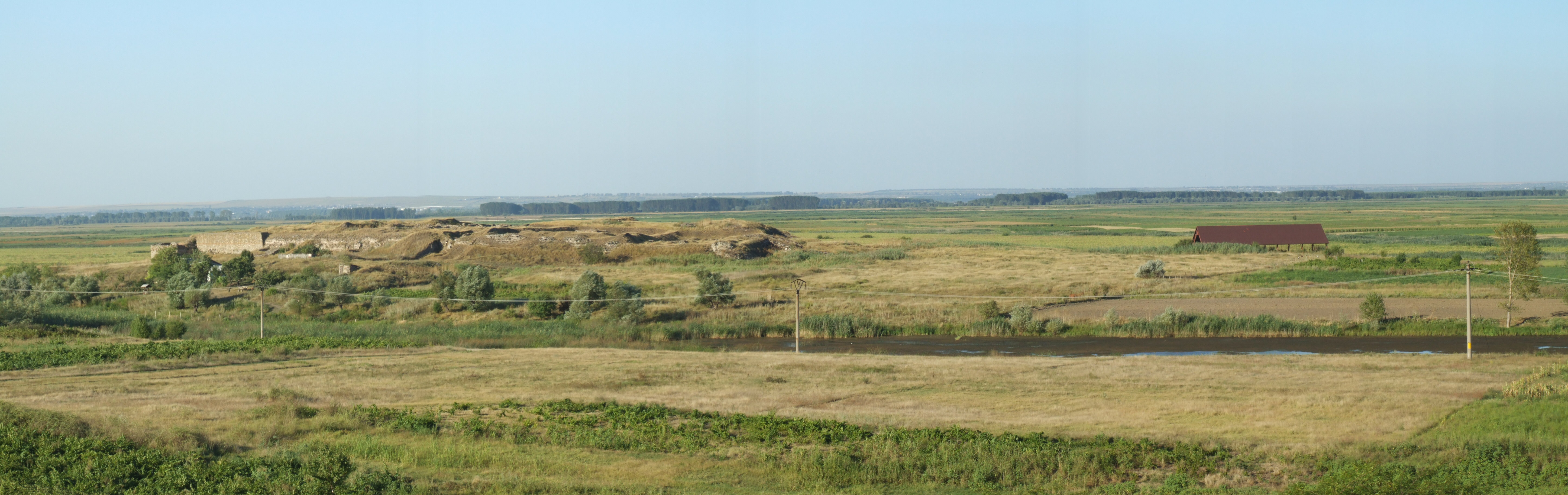
Vue panoramique du site.
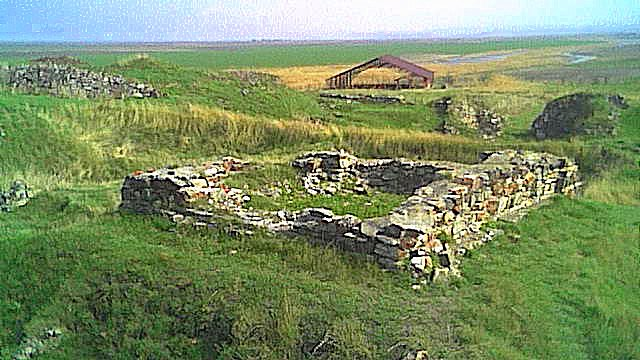
Église byzantine.
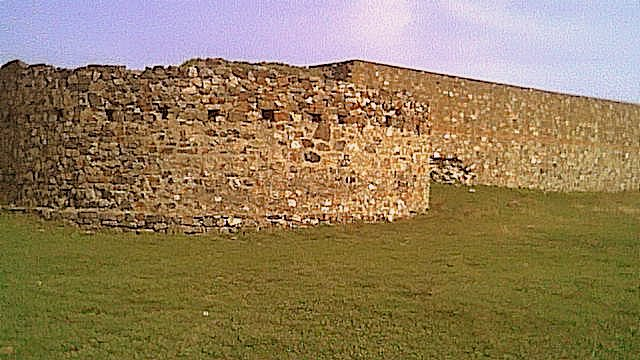
Tour.
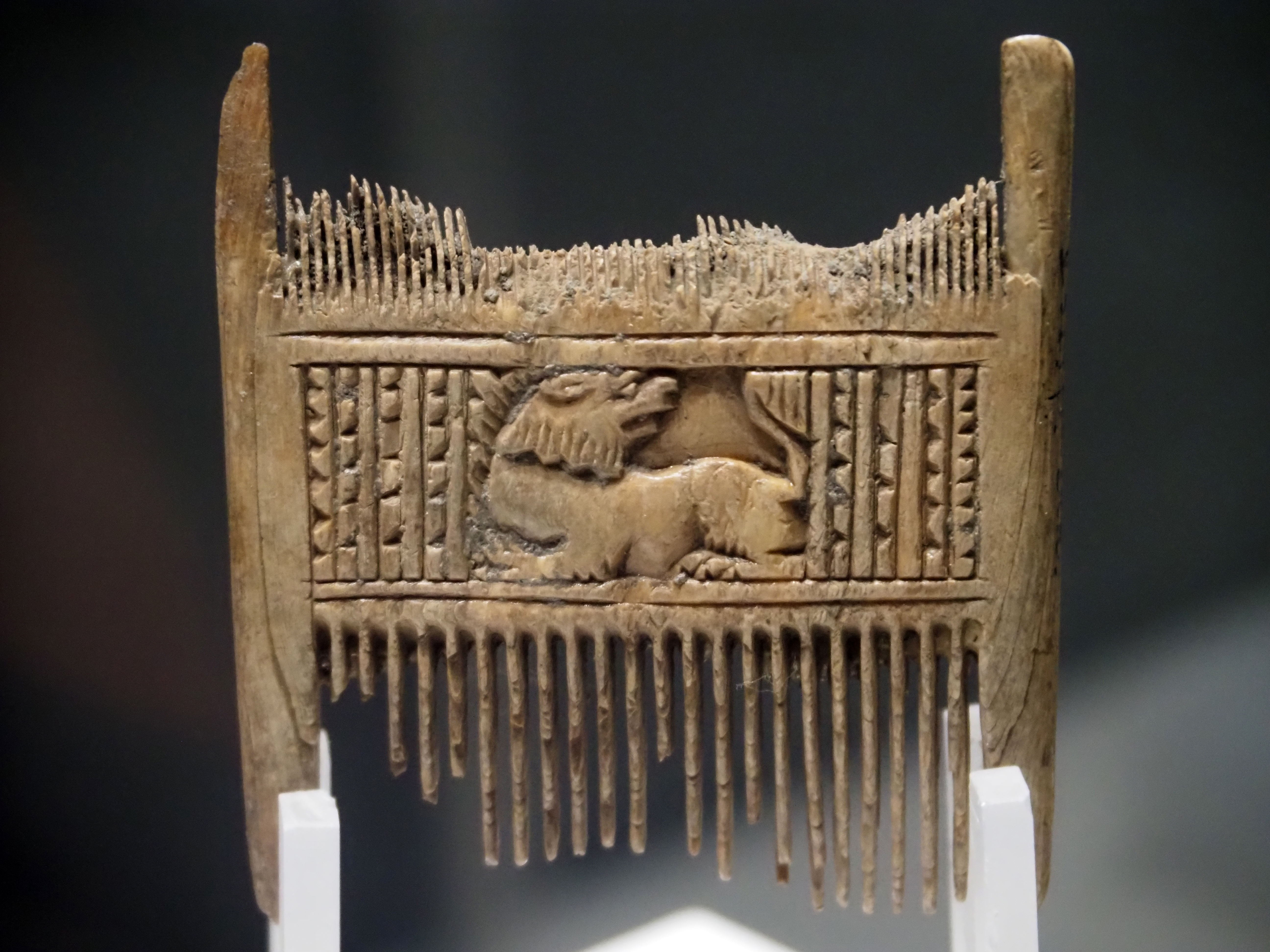
Peigne retrouvé à Dinogetia.